# Chârost
Chârost is een gemeente in het Franse departement Cher (regio Centre-Val de Loire). De plaats maakt deel uit van het arrondissement Bourges. Chârost telde op 1 januari 2022 899 inwoners.

## Geografie
De oppervlakte van Chârost bedroeg op 1 januari 2022 10,97 vierkante kilometer; de bevolkingsdichtheid was toen 82 inwoners per km².
De onderstaande kaart toont de ligging van Chârost met de belangrijkste infrastructuur en aangrenzende gemeenten.

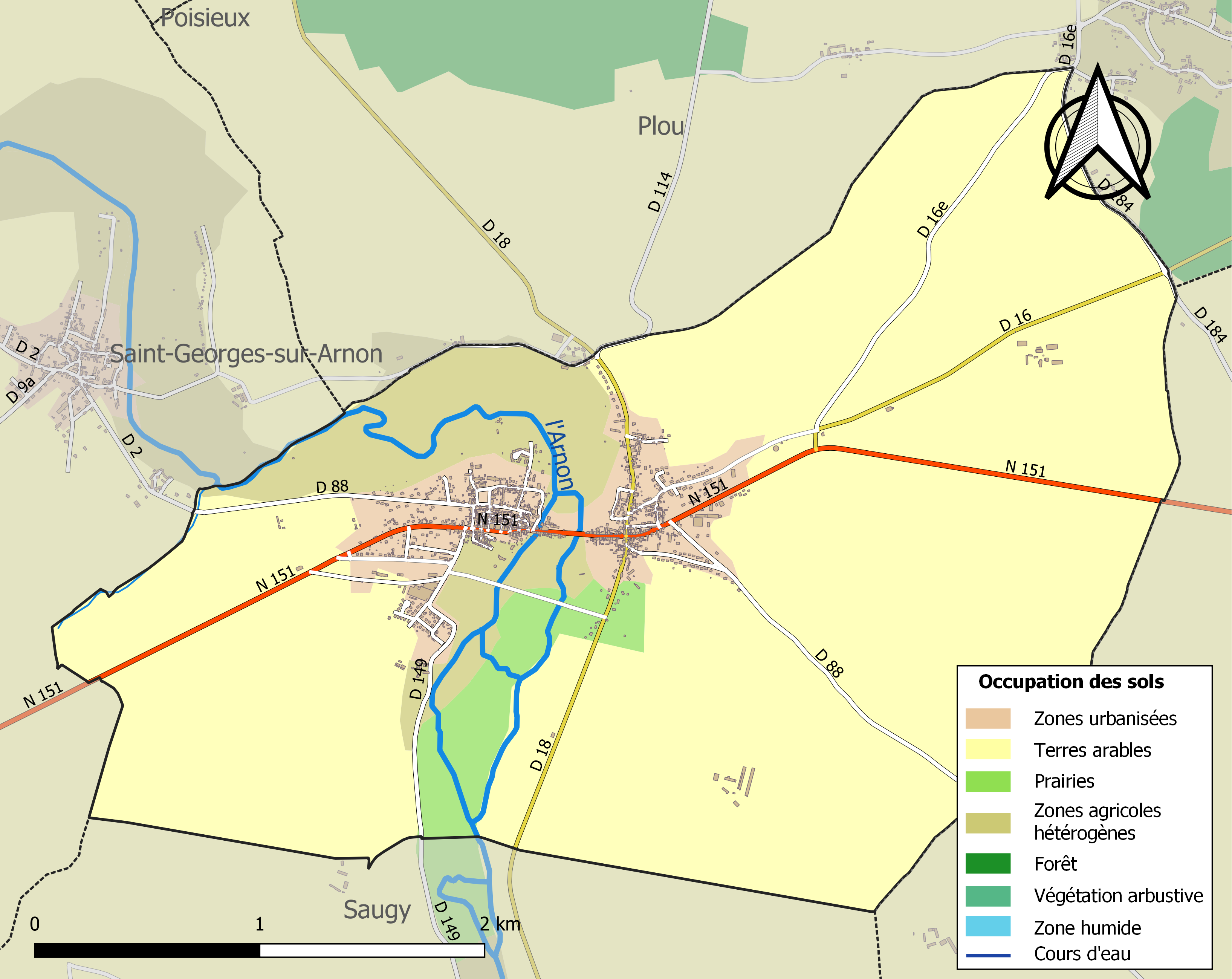

## Demografie
Onderstaande figuur toont het verloop van het inwonertal (bron: INSEE-tellingen).